# Joseph MacDonald
Joseph MacDonald (Città del Messico, 15 dicembre 1906 – Woodland Hills, 26 maggio 1968) è stato un direttore della fotografia statunitense.

## Filmografia parziale
- Rosa de Francia, regia di José López Rubio e Gordon Wiles (1935)
- Te Quiero Con Locura (1935)
- Charlie Chan in Rio (1941)
- That Other Woman (1942)
- The Postman Didn't Ring (1942)
- The Man Who Wouldn't Die (1942)
- Little Tokyo, U.S.A. (1942)
- Wintertime (1943)
- Quiet Please Murder (1943)
- Sunday Dinner for a Soldier (1944)
- Nel frattempo, cara (In the Meantime, Darling), regia di Otto Preminger (1944)
- Il grande botto (The Big Noise) (1944)
- Captain Eddie (1944)
- Sfida infernale (My Darling Clementine), regia di John Ford (1946)
- Shock (1946)
- Il grattacielo tragico (The Dark Corner) regia di Henry Hathaway (1946)
- Wake Up and Dream (1946)
- Behind Green Lights (1946)
- Moss Rose (1947)
- Call Northside 777 (1948)
- The Street With No Name (1948)
- Down to the Sea in Ships (1949)
- Yellow Sky (1949)
- It Happens Every Spring (1949)
- Pinky, la negra bianca (Pinky) (1949)
- Stella (1950)
- Bandiera gialla (Panic in the Streets) (1950)
- L'affascinante bugiardo (As Young as You Feel) (1951)
- You're in the Navy Now (1951)
- 14ª ora (Fourten Hours) (1951)
- Viva Zapata! (1952)
- What Price Glory (1952)
- O. Henry's Full House (1952)
- Niagara, regia di Henry Hathaway (1953)
- Pickup on South Street (1953)
- Come sposare un milionario (How to Marry a Millionaire) (1953)
- Titanic, regia di Jean Negulesco (1953)
- La lancia che uccide (Broken Lance) (1954)
- Womans World (1954)
- Hell and High Water (1954)
- The Racers (1955)
- La casa di bambù (House of Bamboo) (1955)
- Il treno del ritorno (The View from Pompey's Head), regia di Philip Dunne (1955)
- Paura d'amare (Hilda Crane), regia di Philip Dunne (1956)
- On the Threshold of Space (1956)
- Teenage Rebel (1956)
- The True Story of Jesse James (1956)
- Dietro lo specchio (Bigger Than Life) (1956)
- Will Success Spoil Rock Hunter? (1957)
- Un cappello pieno di pioggia (A Hatful of Rain) (1957)
- The Fiend Who Walked the West (1958)
- Ten North Frederick (1958)
- I giovani leoni (The Young Lions) (1958)
- Ultima notte a Warlock (Warlock) (1959)
- Pepe (1960)
- The Gallant Hours (1960)
- The Last Time I Saw Archie (1961)
- Forty Pounds of Trouble (1962)
- Taras il magnifico (Taras Bulba) (1962)
- Anime sporche (Walk on the Wild Side), regia di Edward Dmytryk (1962)
- Kings of the Sun (1963)
- I cinque volti dell'assassino (The List of Adrian Messenger) (1963)
- Invitation to a Gunfighter (1964)
- The Carpetbaggers (1964)
- Rio Conchos (1964)
- Flight from Ashiya (1964)
- Where Love Has Gone (1964)
- The Reward (1965)
- Mirage (1965)
- Alvarez Kelly (1966)
- Quelli della San Pablo (The Sand Pebbles) (1966)
- L'affare Blindfold (Blindfold) (1966)
- A Guide for the Married Man (1967)
- L'oro di Mackenna (Mackenna's Gold) (1968)